# Попов, Юрий Павлович
Юрий Павлович Попов (род. 4 октября 1946, Краснотурьинск, Свердловская область, РСФСР, СССР) — Герой Социалистического Труда (1982), бригадир электролизников Богословского алюминиевого завода Министерства цветной металлургии СССР Свердловской области.

## Биография
Родился 4 октября 1946 года в Краснотурьинске Свердловской области. Отец Павел Николаевич Попов работал в электролизном цехе Богословского алюминиевого завода (БАЗ), мать Валентина Петровна Попова — в столовой БАЗа. Два брата Юрий и Виктор также стали работниками на БАЗе.
После прохождения срочной службы в Советской Армии, устроился на работу на Богословский алюминиевый завод. Слесарь, электролизник (1965—1967, 1970—1994), старший производственный мастер 3-го корпуса электролизного цеха в 1994—1996 годах. В ноябре 1996 года вышел на пенсию.
Член областного совета ветеранов Горно-металлургического профсоюза России, председателm совета ветеранов электролизного цеха БАЗа с 2014 года.

## Награды
- 1970 — орден Трудового Красного Знамени
- 1979 — звание «Почётный металлург» Богословского алюминиевого завода;
- Герой Социалистического Труда (Указ Президиума Верховного Совета СССР от 13 декабря 1982 года, орден Ленина и медаль «Серп и Молот») — за выдающиеся успехи в выполнении планов и социалистических обязательств десятой пятилетки и 1981 года по производству алюминия и проявленную при этом трудовую доблесть[2]
- Знак отличия городского округа Краснотурьинск «За заслуги перед городским округом» (16 июля 2014 года)[3]